# Riddarhusets medalj
Riddarhusets medalj utdelades första gången 1817. Enligt dess äldre statuter tilldelades den personer och organisationer vilka genom gagnande verksamhet eller uppoffrande gärning nedlagt förtjänster om det svenska Ridderskapet och adeln. Statuter fastställdes först 1953. Medaljen av den äldre typen kunde ej bäras och utdelades t.o.m. 2001. Medaljen fökortas RHstGM respä RHGM.
Riddarhusmedaljens regelverk ändrades 2004, då den blev bärbar och därvid försågs med gult och blått band. Den "utdelas till person som genom framstående insatser gagnat Ridderskapet och adeln". Beslut om mottagare fattas av en nämnd med ledamöter utsedda av adelsmötet och av riddarhusdirektionen. Medaljen utdelas i 12:e storleken att bäras om halsen och 8:e storleken att bäras på bröstet. Den förkortas någon avvikande från den äldre varianten: RhstGM resp. RhGM.
Medaljen visar på åtsidan konung Fredrik I:s bröstbild i vänsterprofil med texten Fredericus D G Rex Sveciæ. På frånsidan visar medaljen Riddarhuspalatset med flyglar enligt greve Erik Dahlberghs teckning i verket Suecia antiqua et hodierna samt texten Conciliis atque armis. Medaljen är graverad, efter stampar, utförda efter äldre förlaga, av Johann Carl Hedlinger (1691-1771).
Förteckning över samtliga medaljörer återfinnes i senaste årgång av adelskalendern.